# Capitoli di Sket Dance

La copertina del volume 3 dell'edizione italiana

Questa è la lista dei capitoli di Sket Dance, manga scritto e disegnato da Kenta Shinohara. La storia è incentrata su un gruppo di ragazzi delle superiori che si fanno chiamare "Sket Dan" e fondano un proprio club per aiutare le altre persone.
La serie è apparsa come one-shot sulle pagine di Akamaru Jump nel gennaio 2006 e sette mesi dopo con un altro one-shot più simile alla versione finale su Weekly Shōnen Jump. La serializzazione è avvenuta dal luglio 2007 al luglio 2013 su Weekly Shonen Jump. I capitoli sono stati raccolti da Shūeisha in 32 volumi formato tankōbon, pubblicati dal 2 novembre 2007 al 2 agosto 2013. In Italia la serie è pubblicata da Panini Comics dal 22 marzo 2012.

## Volumi 1-10
| Nº | Titolo italiano Giapponese 「Kanji」 - Rōmaji | Data di prima pubblicazione            | Data di prima pubblicazione |
| Nº | Titolo italiano Giapponese 「Kanji」 - Rōmaji | Giapponese                             | Italiano                    |
| 1  | Maschera di vernice 「ペンキ仮面」 - Penki kamen | 2 novembre 2007 ISBN 978-4-08-874463-6 | 22 marzo 2012               |
| 1  | Capitoli - 001. Maschera di vernice (ペンキ仮面?, Penki kamen) - 002. Ape escape (エイプ・エスケイプ?, Eipu Esukeipu) - 003. Il fantasma dell'inceneritore (焼却炉の幽霊?, Shōkyakuro no yūrei) - 004. Samurai al gusto menta (ペパーミント侍?, Pepaaminto samurai) - 005. La leggendaria Onihime (伝説の鬼姫?, Densetsu no onihime) - 006. La mazza ferrata di Onihime (鬼姫に鉄棒?, Onihime ni kanabō) - 007. Il principe in cima alla salita (坂の上の王子様?, Saka no ue no ōji-sama) |                                        |                             |
| 2  | Ciliegi estivi 「夏の桜」 - Natsu no Sakura | 4 gennaio 2008 ISBN 978-4-08-874470-4  | 19 aprile 2012              |
| 2  | Capitoli - 008. Misaki e Kotaro (美咲と光太郎?, Misaki to Kōtarō) - 009. Ciliegi estivi (夏の桜?, Natsu no sakura) - 010. Il comitato esecutivo dell'associazione studentesca (生徒会執行部?, Seitokai Shikkōbu) - 011. Biancaneve e i mille problemi (ヤバ雪姫?, Yaba yukihime) - 012. Anche le principesse demoni piangono (鬼姫の目にも涙?, Onihime no me ni mo Namida) - 013. Finding Pelorin (ファンディング・ペロリン?, Fuandeingu perorin) - 014. Il piccolo boss fa il broncio (リトルボスはご機嫌ななめ?, Ritoru bosu wa gokiken naname) - 015. Non dovete guardarlo (見てはいけない?, Mite wa ikenai) - 016. L'avete guardato, vero? (見たのね?, Mita no ne) - 017. Non guardatelo! (見るんじゃない?, Mirun jyanai)                                                                                |                                        |                             |
| 3  | Un sacco di amici 「友達がいっぱい」 - Tomodachi ga ippai | 4 aprile 2008 ISBN 978-4-08-874504-6   | 24 maggio 2012              |
| 3  | Capitoli - 018. Nasutto Dance - Il capitolo del Falco (ヌスット・ダンス 隼の章?, Nusutto dansu, hayabusa no shō) - 019. Genesis generation (ジェネシス・ジェネレーション?, Jeneshisu jenereeshon) - 020. Momoka, aspirante doppiatrice (モモカ声優志願?, Momoka seiyū shigan) - 021. Consulenza d'immagine per Uchida (内田をプロヂュース?, Uchida o purodūsu) - 022. Un sacco di amici (友達がいっぱい?, Tomodachi ga ippai) - 023. La banda del ragno (蜘蛛の会?, Kumo no kai) - 024. Un manga sullo Sket-dan (スケット団漫画化計画?, Sukettodan mangaka keikaku) - 025. Gachinko Vivage Battle (ガチンコ・ビバゲー・バトル?, Gachinko bibagee batoru) - 026. La battaglia ha inizio! (開戦!!?, Kaisen!!) - Extra: Melancholic Rendez-vous (メランコリック・ランデヴー?, Merankorikku randevū)             |                                        |                             |
| 4  | Gachinko Vivage Battle 「ガチンコ・ビバゲー・バトル」 - Gachinko bibagee batoru | 4 luglio 2008 ISBN 978-4-08-874544-2   | 28 giugno 2012              |
| 4  | Capitoli - 027. Primo round - Cooking Colosseum (一回戦 クッキングコロシアム?, Ikkaisen kukkingu koroshiamu) - 028. Secondo round - Spirit Fighter (二回戦 スピリットファイター?, Nikaisen supiritto faitaa) - 029. Il pugno e la spada ((拳と剣?, Ken to ken) - 030. Terzo round - Shooting Gangster (((三回戦 シューティング ギャングスター?, Sankaisen shūteingu gyangusutaa) - 031. Forza, figo d'un quattrocchi! ((さすかクールメガネ?, Sasuga kūru megane) - 032. Quarto round - Storia di una dichiarazione d'amore (四回戦 こくはく物語?, Yonkaisen kokuhaku monogatari) - 033. Quinto round - Pixie's Garden (五回戦 ピクシーガーデン?, Gokaisen pikushii gaaden) - 034. Ho trovato la Pixie (妖精見つけた?, Pikushii mitsuketa) - 035. Cala il sipario (閉幕!!?, Heimaku!!) - Extra: BISCUIT DANCE |                                        |                             |
| 5  | Switch off 「スイッチ・オフ」 - Suichi ofu | 3 ottobre 2008 ISBN 978-4-08-874579-4  | 26 luglio 2012              |
| 5  | Capitoli - 036. Angelo equivocato (過ちのエンジェル?, Ayamachi no enjeru) - 037. Principessine al settimo cielo (リトルプリンセスは気分上々?, Ritoru purinsesu wa kibun jōjō) - 038. Rivisitando Momotaro (改じでくれよう桃太郎?, Kaijide kure yō momotarō) - 039. Otaku & occulto (オタクトオカルト?, Otaku to okaruto) - 040. Running home run (ランニングホームラン?, Ranningu hōmuran) - 041. Fratelli (兄・弟?, Ani, otōto) - 042. Switch off (prima parte) (スイッチ・オフ 前編?, Suichi ofu chūhen) - 043. Switch off (seconda parte) (スイッチ・オフ 中編?, Suichi ofu zenpen) - 044. Switch off (ultima parte) (スイッチ・オフ 後編?, Suichi ofu kōhen) - Extra 1: PUPPET DANCE (パペット・ダンス?, Papetto dansu) - Extra 2: RESORT DANCE (リゾートダンス?, Rizōto dansu)                          |                                        |                             |
| 6  | Kaimei Rock Festival 「カイメイ・ロック・フェスティバル」 - Kaimei rokku fesuteibaru | 1º gennaio 2009 ISBN 978-4-08-874619-7 | 30 agosto 2012              |
| 6  | Capitoli - 045. Rocket dance - Incontro fortuito (ロケット・ダンス ~遭遇~?, Roketto dansu sōgū) - 046. 100 modi per tagliare i capelli nella sede del club (クラブルームで髪を切る100の方法?, Kuraburūmu de kami o kiru 100 no hōhō) - 047. Angelo equivocato - Il secondo avvento (過ちのエンジェル再臨?, Ayamachi no enjeru sairin) - 048. Operazione appuntamento combinato 13 (お見合い大作ソン?, Omiai daisaku-son) - 049. Kaimei Rock Festival (カイメイ・ロック・フェスティバル?, Kaimei rokku fesuteibaru) - 050. Sketchbook (スケッチブック?, Sukecchibūku) - 051. Funny bunny (面白いバニー?, Omoshiroi banī) - 052. Kambio kambissimo d'immagine (イメチェンしたにょら✩?, Imechenshita nyora✩) - 053. Enigman, il cavaliere dei quiz (クイズ戦士エニグマン?, Kuizu senshi eniguman)               |                                        |                             |
| 7  | Ogress 「OGRESS」 | 4 marzo 2009 ISBN 978-4-08-874653-1    | 27 settembre 2012           |
| 7  | Capitoli - 054. Hyperion... per soli uomini! (それが男のヒュペリオン?, Sore ga otoko no hyuperion) - 055. Pivello-scarsone e il Laboratorio del Manga R ("r" come romantico) (ヘタッピマンガ研究所ロマンティック?, Hetappi manga kenkyūjo romanteikku) - 056. Flagrance (フレグランス?, Fureguransu) - 057. Ogress (1) (OGRESSー①?, Oguresu 1) - 058. Ogress (2) (OGRESSー②?, Oguresu 2) - 059. Ogress (3) (OGRESSー③?, Oguresu 3) - 060. Ogress (4) (OGRESSー④?, Oguresu 4) - 061. Ogress (5) (OGRESSー⑤?, Oguresu 5) - 062. Ogress (6) (OGRESSー⑥?, Oguresu 6) - Extra: Silent dance |                                        |                             |
| 8  | I risultati del primo sondaggio di popolarità dei personaggi 「第ひとつ回キャラクター人気投票結果発表」 - Daikai kyarakutaa ninkitōhyō kekka happyō | 4 giugno 2009 ISBN 978-4-08-874681-4   | 25 ottobre 2012             |
| 8  | Capitoli - 063. Bad scientist (バッド・サイエンティスト?, Baddo saienteisuto) - 064. Panico nell'ufficio del preside (パニック・イン・校長室?, Panikku in kōchōshitsu) - 065. La professoressa sorellona (おねえさん先生?, Oneesan sensei) - 066. Strigliata all'appuntamento di gruppo (合こんでツッコんで?, Gōkon de tsukkonde) - 067. Capsule trader (ガチャガチャトレーダー?, Gacha gacha toreedaa) - 068. I risultati del primo sondaggio di popolarità dei personaggi (第ひとつ回キャラクター人気投票結果発表?, Daikai kyarakutaa ninkitōhyō kekka happyō) - 069. L'uomo dei vetri (ガラス男?, Garasu otoko) - 070. Chi...?! (誰...!??, Dare...!?) - 071. La donna dei vetri (ガラス乙女?, Garasu otome) - Extra: Biscuit dance                                                                        |                                        |                             |
| 9  | Blushing girl 「ハズカシガール」 - Hazukashi gaaru | 4 agosto 2009 ISBN 978-4-08-874715-6   | 29 novembre 2012            |
| 9  | Capitoli - 072. Fashionable samurai (ファッショナブル侍?, Fasshonaburu samurai) - 073. La sorellona ce la mette tutta! (おねえさんがんばる!?, Oneesan ganbaru!) - 074. Stakeout blues (ステイクアウト・ブルース?, Suteikuauto burūsu) - 075. Food fighter captain (フードファイター・キャプテン?, Fūdo faitaa kyaputen) - 076. Pausa in costume (prima parte) (きぐるみぶれいく前編?, Kigurumi bureiku zenpen) - 077. Pausa in costume (seconda parte) (きぐるみぶれいく後編?, Kigurumi bureiku kōhen) - 078. Tentazione improvvisa (やにわにテンプテーション?, Yaniwani tenputeeshon) - 079. Blushing girl (prima parte) (ハズカシガール前編?, Hazukashi gaaru zenpen) - 080. Blushing girl (seconda parte) (ハズカシガール後編?, Hazukashi gaaru kōhen)                                                    |                                        |                             |
| 10 | Happy birthday 「HAPPY BIRTHDAY」 - Happy Birthday | 4 novembre 2009 ISBN 978-4-08-874752-1 | 27 dicembre 2012            |
| 10 | Capitoli - 081. Il tranquillo giorno di riposo di un uomo (男の穏やかな休日?, Otoko no odayakana kyūjitsu) - 082. Happy Birthday (1) (Happy Birthdayー①?, Hapī Bāfudei 1) - 083. Happy Birthday (2) (Happy Birthdayー②?, Hapī Bāfudei 2) - 084. Happy Birthday (3) (Happy Birthdayー③?, Hapī Bāfudei 3) - 085. Happy Birthday (4) (Happy Birthdayー④?, Hapī Bāfudei 4) - 086. Happy Birthday (5) (Happy Birthdayー⑤?, Hapī Bāfudei 5) - 087. Happy Rebirthday (1) (Happy Rebirthdayー①?, Hapī Ribāfudei 1) - 088. Happy Rebirthday (2) (Happy Rebirthdayー②?, Hapī Ribāfudei 2) - 089. Happy Rebirthday (3) (Happy Rebirthdayー③?, Hapī Ribāfudei 3) - 090. Happy Rebirthday (4) (Happy Rebirthdayー④?, Hapī Ribāfudei 4)                                                                                    |                                        |                             |

## Volumi 11-20
| Nº | Titolo italiano Giapponese 「Kanji」 - Rōmaji | Data di prima pubblicazione             | Data di prima pubblicazione |
| Nº | Titolo italiano Giapponese 「Kanji」 - Rōmaji | Giapponese                              | Italiano                    |
| 11 | Piacere di conoscervi 「会えて嬉しい」 - Aite ureshii | 4 gennaio 2010 ISBN 978-4-08-874787-3   | 31 gennaio 2013             |
| 11 | Capitoli - 091. Speciale... a pezzi... (壊れてしまった特別な...?, Kowarete shimatta tokubetsu na...) - 092. Congratulazioni a quei megalomani del club del coro per i quali il carismatico Aldelberto si spella le mani (カリスマ生徒イチ押しの部活がハイレベル合コン参加おめでとう?, Karisuma seito ichi oshi no bukatsu ga haireberu gōkon sanka omedetō) - 093. Anche la sorellona piace? (おねえさんもお気に入り??, Oneesan mo o-ki ni iri?) - 094. Ai vostri ordini, mio signore e padrone (なんでもやりまっせご主人様?, Nandemo yarimasse goshujin-sama) - 095. Il problema di Koma-chan (コマちゃんの困りごと?, Koma-chan no komari goto) - 096. Excite exercise (エキサイト・エクササイズ?, Ekisaito ekusasaizu) - 097. Felice di conoscervi (会えて嬉しい?, Aite ureshii) - 098. In volto il sorriso, ma nel cuore... (顔で笑って心で...?, Kao de waratte kokoro de...) - 099. Momoka sulla strada per il palcoscenico (モモカ舞台女優への道?, Momoka butai joyū e no michi)                                                                     |                                         |                             |
| 12 | Drop 「ドロップ」 - Doroppu | 4 febbraio 2010 ISBN 978-4-08-874795-8  | 28 febbraio 2013            |
| 12 | Capitoli - 100. Combat Dance - 101. Posso osservarvi per un po'? (しばらく観させてもらいます?, Shibaraku misasete moraimasu) - 102. L'elegante cucina di Shinba Michiru (榛葉道流のエレガント・クッキング?, Shinba Michiru no ereganto kukkingu) - 103. Attacco all'indovina (占い師をやっつけろ 前編?, Uranaishi o yattsukero Zenpen) - 104. Attacco all'indovina (2) (占い師をやっつけろ 後編?, Uranaishi o yattsukero Kōhen) - 105. Drop (ドロップ?, Doroppu) - 106. Deka-dance in circolo (マルツイ・デカダンス?, Marutsui Dekadansu) - 107. E lo chiamarono dio delle pieghe (おり神と呼ばれた男?, Origami to yobareta otoko) - 108. Bisbiglistruzioni (ひそひそインストラクソン?, Hisahisa insutorakuson) |                                         |                             |
| 13 | You got mail! 「ユーガッタメール」 - Yū gatta meeru! | 2 aprile 2010 ISBN 978-4-08-874795-8    | 28 marzo 2013               |
| 13 | Capitoli - 109. Il destino dell'intestino è nelle mani del cielo ( ウンは天にあり?, Un wa ten ni ari) - 110. You got mail! (1) (ユーガッタメール！ 前編?, Yū gatta meeru! zenpen) - 111. You got mail! (2) (ユーガッタメール！ 中編?, Yū gatta meeru! Chūhen) - 112. You got mail! (3) (ユーガッタメール！ 後編?, Yū gatta meeru! Kōhen) - 113. VS associazione stidentesca! Battle Q (VS生徒会！バトルQ?, Bui Esu seitokai! Batoru kyu) - 114. L'uomo invisibile senza veli! (透明人間露る！?, Tōmei ningen arawaru!) - 115. Là, nella terra dei manga, dove osano le fanciulle (漫画乙女は荒野をめざす?, Manga otome wa kōya o mezasu) - 116. Tsubaki e Hinagiku (1) (椿と雛菊ー①?, Tsubaki to Hinagiku 1) - 117. Tsubaki e Hinagiku (2) (椿と雛菊ー②?, Tsubaki to Hinagiku 2) |                                         |                             |
| 14 | Vai così, Pelo-can girl! 「進め!ペロキャンガール」 - Susume! Perokyan gaaru | 2 luglio 2010 ISBN 978-4-08-870074-8    | 26 aprile 2013              |
| 14 | Capitoli - 118. Tsubaki e Hinagiku (3) (椿と雛菊ー③?, Tsubaki to Hinagiku 3) - 119. Tsubaki e Hinagiku (4) (椿と雛菊ー④?, Tsubaki to Hinagiku 4) - 120. Stop! Juvanni! (ストップ！ジュバンニ?, Sutoppu! Jubanni) - 121. Masked Love (Masked Love?, Masukudo Rabu) - 122. Genesis World Gran Prix (1) (ジェネシス・ワールド・グランプリ 前編?, Jenesisu Waarudo Guranpuri Zenpen) - 123. Genesis World Gran Prix (2) (ジェネシス・ワールド・グランプリ 後編?, Jenesisu Waarudo Guranpuri Kōhen) - 124. Posso venire dietro le quinte? (楽屋に行っていいかい？?, Gakuya ni itte ii kai?) - 125. Un'allegra riunione all'insegna del sospetto (快技・懐疑・会議?, Kaigi kaigi kaigi) - 126. Vai così, Pelo-can girl! (進め!ペロキャンガール?, Susume! Perokyan gaaru) |                                         |                             |
| 15 | Biscuit Dance 「ビスケット・ダンス」 - Bisuketto Dansu | 3 settembre 2010 ISBN 978-4-08-870103-5 | 30 maggio 2013              |
| 15 | Capitoli - 127. Biscuit Dance - Il capitolo della recita all'asilo (ビスケット・ダンス 楽しいおゆうぎ会の巻?, Bisuketto Dansu Tanoshii O Yūgi Kai no Maki) - 128. Twin tails tsundere girl (ツインテールツンデレガール?, Tsuin Tēru Tsundere Gāru) - 129. Vola, Hosuke! (飛べ!ホウスケ?, Tobe! Hōsuke) - 130. La collezione di magliette sfigate di Tsubaki (椿ダサＴコレクション?, Tsubaki Dasa Tī Korekushon) - 131. Skip! (Skip!?, Sukippu!) - 132. School trip rhapsody (1) (修学旅行狂詩曲-①?, Sukūru Torippu Rapusodī (Ichi)) - 133. School trip rhapsody (2) (修学旅行狂詩曲-②?, Sukūru Torippu Rapusodī (Ni)) - 134. School trip rhapsody (3) (修学旅行狂詩曲-③?, Sukūru Torippu Rapusodī (San)) - 135. School trip rhapsody (4) (修学旅行狂詩曲-④?, Sukūru Torippu Rapusodī (Yon)) |                                         |                             |
| 16 | School Trip Rhapsody 「修学旅行狂詩曲」 - Sukūru Torippu Rapusodī | 3 dicembre 2010 ISBN 978-4-08-870148-6  | 27 giugno 2013              |
| 16 | Capitoli - 136. School trip rhapsody (5) (修学旅行狂詩曲-⑤?, Sukūru Torippu Rapusodī (Go)) - 137. School trip rhapsody (6) (修学旅行狂詩曲-⑥?, Sukūru Torippu Rapusodī (Roku)) - 138. School trip rhapsody (7) (修学旅行狂詩曲-⑦?, Sukūru Torippu Rapusodī (Nana)) - 139. Omini e omonimi (まぎらわしいゆかいな仲間たち?, Magirawashii Yukai na Nakama Tachi) - 140. Gli incontri offline non sono una passeggiata (オフカイはオクガフカイ?, Ofu Kai wa Oku ga Fukai) - 141. Cronache della realizzazione del manga per reclutare nuovi membri nell'organizzazione studentesca (生徒会役員募集漫画制作記録?, Seitokai Yakuin Boshū Manga Seisaku Kiroku) - 142. Il fratello che si interessa di quel tizio di cui si interessa la sorella (妹の気になるアイツが気になる兄?, Imōto no Ki ni Naru Aitsu ga Ki ni Naru Ani) - 143. Sfida all'ultima risata! Strigliate battle! (爆笑ツッコミバトル!?, Bakushō Tsukkomi Batoru!) - 144. Le infondate paure di un insolito uomo che teme i trastulli (嬉遊を杞憂する稀有な男?, Kiyū o Kiyū Suru Kiyū na Otoko) |                                         |                             |
| 17 | The last day of president 「The last day of president」 - Za Rasuto Dei obu Purejidento | 4 febbraio 2011 ISBN 978-4-08-870177-6  | 25 luglio 2013              |
| 17 | Capitoli - 145. Quest Dance - Il viaggio ha inizio (クエスト・ダンス 旅の始まり?, Kuesuto Dansu Tabi no Hajimari) - 146. La ballata dell'arcangelo (大天使の小さな恋?, Daitenshi no Barādo) - 147. Per un istituto migliore (より良い学園作りの為に?, Yori Yoi Gakuen Zukuri no Tame ni) - 148. The last day of president (The last day of president?, Za Rasuto Dei obu Purejidento) - 149. Operation love potion (1) (オペレーション・ラブポーション 前編?, Operēshon Rabu Pōshon Zenpen) - 150. Operation love potion (2) (オペレーション・ラブポーション 後編?, Operēshon Rabu Pōshon Kōhen) - 151. Il racconto segreto della nascita del nuovo inno dell'istituto Kaimei Gakuen (開盟学園高校新校歌作詞秘話?, Kaimei Gakuen Kōkō Shin Kōka Sakushi Hiwa) - 152. Acchiappate Kagero! (影浪を追え!?, Kagerō o Oe!) - 153. Hani Usami, la contabile (会計 宇佐見羽仁?, Kaikei Usami Hani) |                                         |                             |
| 18 | Ardi, Falken! 「燃えろファルケン!」 - Moero Faruken! | 4 aprile 2011 ISBN 978-4-08-870209-4    | 29 agosto 2013              |
| 18 | Capitoli - 154. Un colpevole pervertito e otto tizi strampalati (ヘンタイ犯人とヘンジン8人?, Hentai Hannin to Henjin Hachi Nin) - 155. Scandagliandosi l'animo tutti insieme (さぐりあい本音?, Saguriai Hara) - 156. Roman prosegue per la sua strada (ロマンが道を往く?, Roman ga Michi o Yuku) - 157. Ninja, demoni e cornetti rossi (忍と鬼と赤い角?, Shinobi to Oni to Akai Tsuno) - 158. Un ragazzo malinconico (サビシンボーイ?, Sabishin Bōi) - 159. Ardi, Falken! (燃えろファルケン!?, Moero Faruken!) - 160. Il comitato disciplinare segreto (ひみつの懲罰委員会?, Himitsu no Chōbatsu Iinkai) - 161. Roomshare Slapstick (ルームシェア・スラップスティック?, Rūmu Shea Surappusutikku) - 162. Trouble Role Reversal (トラブル・ロール・リバーサル?, Toraburu Rōru Ribāsaru) |                                         |                             |
| 19 | Lovely Bunny Girl 「ラブリーバニーガール」 - Raburī Banī Gāru | 4 aprile 2011 ISBN 978-4-08-870235-3    | 31 ottobre 2013             |
| 19 | Capitoli - 163. Lovely Bunny Girl (ラブリーバニーガール?, Raburī Banī Gāru) - 164. I risultati del secondo sondaggio di popolarità dei personaggi (第2回キャラクター人気投票結果発表?, Dai Ni Kai Kyarakutā Ninki Tōhyō Kekka Happyō) - 165. L'uomo che diventò uno stecco (棒になった男?, Bō ni Natta Otoko) - 166. La megaristrutturazione: mirabolante, spaesante e incasinante! (大改造!!劇的ビミョーあたふた?, Dai Kaizō!! Gekiteki Bimyō Atafuta) - 167. Mi batte forte il cuore (ドキドキする?, Dokidoki Suru) - 168. Straridefiiiashboon (ゴッツーケピーアッシュボーン?, Gottsūke Pīasshu Bōn) - 169. Gruppo studio di mutuo soccorso per migliorare la concentrazione (集中力を高めみんなで協力し合う勉強会?, Shūchūryoku o Takame Minna de Kyōryoku Shiau Benkyōkai) - 170. Christmas Card (1) (クリスマスカード 前編?, Kurisumasu Kādo Zenpen) - 171. Christmas Card (2) (クリスマスカード 後編?, Kurisumasu Kādo Kōhen) |                                         |                             |
| 20 | Solitude 「SOLITUDE」 - Solitude | 2 settembre 2011 ISBN 978-4-08-870284-1 | 9 gennaio 2014              |
| 20 | Capitoli - 172. Spadaccini perduti nello svacco totale di fine anno (年末の堕剣士?, Nenmatsu no Dakenshi) - 173. Real Fukuwarai (リアル福笑い?, Riaru Fukuwarai) - 174. Un fratello che si tormenta per i tormenti della sorella (妹の悩みに悩む兄?, Imōto no Nayami ni Nayamu Ani) - 175. Visual-infatuazione (ビジュアル慕情?, Bijuaru Bojō) - 176. SOLITUDE (1) (SOLITUDE-①?, Sorichūdo (Ichi)) - 177. SOLITUDE (2) (SOLITUDE-②?, Sorichūdo (Ni)) - 178. SOLITUDE (3) (SOLITUDE-③?, Sorichūdo (San)) - 179. Kiri Kato degli affari generali (庶務 加藤希里?, Shomu Katō Kiri) - 180. SPIRIT DANCE (SPIRIT DANCE?, Supiritto Dansu) |                                         |                             |

## Volumi 21-30
| Nº | Titolo italiano Giapponese 「Kanji」 - Rōmaji | Data di prima pubblicazione             | Data di prima pubblicazione |
| Nº | Titolo italiano Giapponese 「Kanji」 - Rōmaji | Giapponese                              | Italiano                    |
| 21 | Valentine Crisis 「バレンタイン・クライシス」 - Barentain Kuraishisu | 4 novembre 2011 ISBN 978-4-08-870304-6  | 27 febbraio 2014            |
| 21 | Capitoli - 181. The Corti Horror Piccin-Sciò (6禁ホラー賞?, Roku Kin Horā Shō) - 182. I dolori della giovane food fighter (憂いのフードファイター?, Urei no Fūdo Faitā) - 183. Battaglia di neve nel cortile interno (中庭冬の陣?, Nakaniwa Fuyu no Jin) - 184. Un amico in pensiero per un fratello in pensiero per la sua sorellina (妹を心配する兄を心配する友?, Imōto o Shinpai Suru Ani o Shinpai Suru Tomo) - 185. Quecchon Question (クエッチョン・クエスチョン?, Kuetchon Kuesuchon) - 186. Valentine Crisis (1) (バレンタイン・クライシス 前編?, Barentain Kuraishisu Zenpen) - 187. Valentine Crisis (2) (バレンタイン・クライシス 中編?, Barentain Kuraishisu Chūhen) - 188. Valentine Crisis (3) (バレンタイン・クライシス 後編?, Barentain Kuraishisu Kōhen) - 189. Valentine Variety (バレンタイン・バラエティ?, Barentain Baraeti) |                                         |                             |
| 22 | Figure Doll Painting! 「フィギュア・ドール・ペインティング!」 - Figyua Dōru Peintingu! | 3 febbraio 2012 ISBN 978-4-08-870369-5  | 2 maggio 2014               |
| 22 | Capitoli - 190. ROBOT DANCE (ROBOT DANCE?, Robotto Dansu) - 191. Frutto innocente (いたいけな果実?, Itaike na Kajitsu) - 192. Figure Doll Painting! (フィギュア・ドール・ペインティング!?, Figyua Dōru Peintingu!) - 193. Figure Doll Modelling! (フィギュア・ドール・モデリング?, Figyua Dōru Moderingu) - 194. Il fratello minore e uno che è come un fratello minore (弟と弟分?, Otōto to Otōtobun) - 195. Memorie del Gruppo di Soccorso (お助け組懐旧談?, O Tasuke Gumi Kaikyūdan) - 196. Visita a casa Unyu (丹生家お宅訪問!?, Unyū Ke O Taku Hōmon!) - 197. Il club di arti maiali in pericolo (ゲスリング部の危機?, Gesuringu Bu no Kiki) - 198. (Una sorella che si preoccupa per un fratello che si preoccupa per lei) + i loro amici (1) (妹の悩みに悩む兄に悩む妹とその仲間達 前編?, Imōto no Nayami ni Nayamu Ani ni Nayamu Imōto to Sono Nakama Tachi Zenpen) |                                         |                             |
| 23 | Parole per voi 「オクルコトバ」 - Okuru Kotoba | 2 marzo 2012 ISBN 978-4-08-870401-2     | 26 giugno 2014              |
| 23 | Capitoli - 199. (Una sorella che si preoccupa per un fratello che si preoccupa per lei) + i loro amici (2) (妹の悩みに悩む兄に悩む妹とその仲間達 中編?, Imōto no Nayami ni Nayamu Ani ni Nayamu Imōto to Sono Nakama Tachi Chūhen) - 200. (Una sorella che si preoccupa per un fratello che si preoccupa per lei) + i loro amici (3) (妹の悩みに悩む兄に悩む妹とその仲間達 後編?, Imōto no Nayami ni Nayamu Ani ni Nayamu Imōto to Sono Nakama Tachi Kōhen) - 201. Death match di "Vietato strigliare" (ツッコミ禁止デスマッチ?, Tsukkomi Kinshi Desumatchi) - 202. Festa di addio per gli studenti del terzo anno (1) (3年生を送る会奮戦記 前編?, San Nen Sei o Okuru Kaifun Senki Zenpen) - 203. Festa di addio per gli studenti del terzo anno (2) (3年生を送る会奮戦記 後編?, San Nen Sei o Okuru Kaifun Senki Kōhen) - 204. Parole per voi: discorso di commiato (オクルコトバ 送辞?, Okuru Kotoba Sōji) - 205. Parole per voi: in risposta (オクルコトバ 答辞?, Okuru Kotoba Tōji) - 206. Il chiacchierato superliceale (話題のスーパー高校生?, Wadai no Sūpā Kōkōsei) - 207. Demon's demostration (デモンズ・デモンストレーション?, Demonzu Demonsutorēshon) |                                         |                             |
| 24 | Happy New School Year! 「Happy New School Year!」 - Happī Nyū Sukūru Iyā! | 4 aprile 2012 ISBN 978-4-08-870429-6    | 21 agosto 2014              |
| 24 | Capitoli - 208. Il seminario di orientamento dell'associazione studentesca (生徒会オリエンテーション合宿?, Seitokai Orientēshon Gasshuku) - 209. Caos sotto i ciliegi in fiore (錯乱の花散るらん?, Sakuran no Hana Chiruran) - 210. Happy New School Year! (Happy New School Year!?, Happī Nyū Sukūru Iyā!) - 211. Le elezioni del rappresentante di classe della 3-C (3年C組学級委員選挙?, San Nen Shī Gumi Gakkyū Iin Senkyo) - 212. La cerimonia di presentazione dei club (部活紹介しよう会?, Bukatsu Shōkai Shiyō Kai) - 213. Cheeky Rookie (1) (Cheeky Rookie 前編?, Chīkī Rūkī Zenpen) - 214. Cheeky Rookie (2) (Cheeky Rookie 中編?, Chīkī Rūkī Chūhen) - 215. Cheeky Rookie (3) (Cheeky Rookie 後編?, Chīkī Rūkī Kōhen) - 216. Nakatani della A (A組の中谷さん?, Ē Gumi no Nakatani San) |                                         |                             |
| 25 | Stealth Bodyguard 「ステルス・ボディガード」 - Suterusu Bodigādo | 4 luglio 2012 ISBN 978-4-08-870463-0    | 16 ottobre 2014             |
| 25 | Capitoli - 217. Pretend President (Pretend President?, Puritendo Purejidento) - 218. Rumi alla scoperta dei club scolastici (ルミの部活見学ツアー?, Rumi no Bukatsu Kengaku Tsuā) - 219. Dis-communication virile (漢気ディスコミュニケーション?, Otokogi Disukomyunikēshon) - 220. La crema per mani idratante delicata Moispure (しっとりじっとりモイスピュアハンドクリーム?, Shittori Jittori Moisupyua Hando Kurīmu) - 221. Stoic Student Teacher (1) (Stoic Student Teacher 前編?, Sutoikku Suchūdento Tīchā Zenpen) - 222. Stoic Student Teacher (2) (Stoic Student Teacher 後編?, Sutoikku Suchūdento Tīchā Kōhen) - 223. Scurrilazione amorosa (恋愛ゲストロイヤー?, Ren'ai Gesutoroiyā) - 224. Il giorno più lungo per un padre (義父の一番長い日?, Oyaji no Ichiban Nagai Hi) - 225. Stealth Bodyguard (ステルス・ボディガード?, Suterusu Bodigādo) - Extra. Alla ricerca della tuta da ginnastica (『ダイソウサク・タイソウフク』?, Dai Sōsaku Taisō Fuku) |                                         |                             |
| 26 | Trouble Travel 「トラブル・トラベル」 - Toraburu Toraberu | 4 settembre 2012 ISBN 978-4-08-870497-5 | 11 dicembre 2014            |
| 26 | Capitoli - 226. Entra in scena una rivale?! Un testa a testa durissimo! (ライバル登場!?激アツ真っ向勝負!?, Raibaru Tōjō!? Gekiatsu Makkō Shōbu!) - 227. Golden Week Leasure Plan Discussion (GWレジャー計画ディスカッション?, Gōruden Wīku Rejā Keikaku Disukasshon) - 228. Trouble Travel (1) (トラブル・トラベル-①?, Toraburu Toraberu (Ichi)) - 229. Trouble Travel (2) (トラブル・トラベル-②?, Toraburu Toraberu (Ni)) - 230. Trouble Travel (3) (トラブル・トラベル-③?, Toraburu Toraberu (San)) - 231. Trouble Travel (4) (トラブル・トラベル-④?, Toraburu Toraberu (Yon)) - 232. Trouble Travel (5) (トラブル・トラベル-⑤?, Toraburu Toraberu (Go)) - 233. Milk Fujisaki Magic Show (ミルク・フジサキ・マジックショー?, Miruku Fujisaki Majikku Shō) - 234. Il punto debole di Tact Xxxx (○○タクトのウィークポイント?, ○○○○ Takuto no Wīku Pointo) |                                         |                             |
| 27 | Una cameretta, un pervertito e io 「部屋とワイセツと私」 - Heya to Waisetsu to Watashi | 2 novembre 2012 ISBN 978-4-08-870533-0  | 12 febbraio 2015            |
| 27 | Capitoli - 235. Switch tutto solo (スイッチひとりぼっち?, Suitchi Hitori Botchi) - 236. Una cameretta, un pervertito e io (部屋とワイセツと私?, Heya to Waisetsu to Watashi) - 237. Il fan club di Saaya Agata (安形紗綾ファンクラブ?, Agata Saaya Fan Kurabu) - 238. Sket-dan per un giorno (1日スケット団ス?, Ichi Nichi Suketto Dansu) - 239. Innocent Little President (リトルプレジデントは幼気盛り?, Ritoru Purejidento wa Itaike Zakari) - 240. Il lungo cammino verso la fondazione del club di giochi (ゲーム部設立への道?, Gēmu Bu Setsuritsu e no Michi) - 241. Switch On (1) (スイッチ・オン-①?, Suitchi On (Ichi)) - 242. Switch On (2) (スイッチ・オン-②?, Suitchi On (Ni)) - 243. Switch On (3) (スイッチ・オン-③?, Suitchi On (San)) |                                         |                             |
| 28 | Switch On 「スイッチ・オン」 - Suitchi On | 4 dicembre 2012 ISBN 978-4-08-870599-6  | 16 aprile 2015              |
| 28 | Capitoli - 244. Switch On (4) (スイッチ・オン-④?, Suitchi On (Yon)) - 245. Switch On (5) (スイッチ・オン-⑤?, Suitchi On (Go)) - 246. Switch On (6) (スイッチ・オン-⑥?, Suitchi On (Roku)) - 247. Switch On (7) (スイッチ・オン-⑦?, Suitchi On (Nana)) - 248. Switch On (8) (スイッチ・オン-⑧?, Suitchi On (Hachi)) - 249. Switch On (9) (スイッチ・オン-⑨?, Suitchi On (Kyū)) - 250. Switch On (10) (スイッチ・オン-⑩?, Suitchi On (Jū)) - 251. Switch On (11) (スイッチ・オン-⑪?, Suitchi On (Jū Ichi)) - 252. A quell'epoca (その頃の?, Sono Koro no) |                                         |                             |
| 29 | Birdman 「バードマン」 - Bādoman | 4 febbraio 2013 ISBN 978-4-08-870629-0  | 11 giugno 2015              |
| 29 | Capitoli - 253. Good-Looking Sensation (グッド・ルッキング・センセーション?, Guddo Rukkingu Sensēshon) - 254. Hollywood Movie Stardust (ハリウッド・ムービー・スターダスト?, Hariuddo Mūbī Sutādasuto) - 255. Copriti d'oro e spicca il volo (黄金を纏って翔べ?, Ōgon o Matotte Tobe) - 256. Fratello e sorella (兄・妹?, Ani Imōto) - 257. Birdman (1) (バードマン 前編?, Bādoman Zenpen) - 258. Birdman (2) (バードマン 後編?, Bādoman Kōhen) - 259. Benvenuti nella casa dei ninja! (忍者屋敷へ行こう!?, Ninja Yashiki e Ikō!) - 260. Album dei ricordi - Il torneo sportivo (思い出アルバム「体育祭」?, Omoide Arubamu Taiikusai) - 261. Quest Dance - Guerrieri al contrattacco (クエスト・ダンス 逆襲の戦士?, Kuesuto Dansu Gyakushū no Senshi) |                                         |                             |
| 30 | Summer Festival Graffiti 「夏祭りグラフィティ」 - Natsu Matsuri Gurafiti | 4 aprile 2013 ISBN 978-4-08-870684-9    | 15 ottobre 2015             |
| 30 | Capitoli - 262. Cavalcando il vento del tempo (1) (時空の風に乗って 前編?, Toki no kaze ni notte zenpen) - 263. Cavalcando il vento del tempo (2) (時空の風に乗って 後編?, Toki no kaze ni notte kōhen) - 264. L'estate delle mascotte (ゆるキャラサマー?, Yuru kyara samā) - 265. L'ultimo incontro (引退試合?, Intai jiai) - 266. Beach Girls Collection (ビーチ・ガールズ・コレクション?, Bīchi Gāruzu Korekushon) - 267. Summer Festival Graffiti (夏祭りグラフィティ?, Natsu Matsuri Gurafiti) - 268. Instant Assistant (インスタント・アシスタント?, Insutanto Ashisutanto) - 269. Documentario serrato su un viaggio solitario in bicicletta (自転車一人旅密着ドキュメント?, Jitensha hitori tabi mitchaku dokyumento) - 270. The Conte by King of Conte (The Conte by King of Conte?, Za Konto bai Kingu obu Konto) |                                         |                             |

## Volumi 31-32
| Nº | Titolo italiano Giapponese 「Kanji」 - Rōmaji | Data di prima pubblicazione          | Data di prima pubblicazione |
| Nº | Titolo italiano Giapponese 「Kanji」 - Rōmaji | Giapponese                           | Italiano                    |
| 31 | Inherit the Twin Stars 「Inherit the Twin Stars」 - Inheritto za Tsuin Sutāzu | 4 giugno 2013 ISBN 978-4-08-870764-8 | 30 giugno 2016              |
| 31 | Capitoli - 271. Canzone per un amico (吟友に捧げる叙情詩?, Tomo ni sasageru ririkku) - 272. L'assemblea del torto che non deve restare impunito (恨み晴らさでおくべき会?, Urami harasadeokubeki kai) - 273. Classroom Wedding (クラスルーム・ウェディング?, Kurasurūmu Wedingu) - 274. Il caso della torta scomparsa dell'associazione studentesca (生徒会室ケーキバラバラ事件?, Seitokaishitsu kēki barabara jiken) - 275. Desketdanizzarsi (脱スケット団?, Datsu Suketto Dan) - 276. È dura essere adulti (大人はつらいよ?, Otona wa tsurai yo) - 277. Amore segreto (秘め恋?, Himekoi) - 278. Inherit the Twin Stars (1) (Inherit the Twin Stars 前編?, Inheritto za Tsuin Sutāzu zenpen) - 279. Inherit the Twin Stars (2) (Inherit the Twin Stars 後編?, Inheritto za Tsuin Sutāzu kōhen) |                                      |                             |
| 32 | Last Dance 「ラストダンズ」 - Rasuto Dansu | 2 agosto 2013 ISBN 978-4-08-870783-9 | 22 settembre 2016           |
| 32 | Capitoli - 280. Last Dance (1) (ラストダンズ-①?, Rasuto Dansu (ichi)) - 281. Last Dance (2) (ラストダンズ-②?, Rasuto Dansu (ni)) - 282. Last Dance (3) (ラストダンズ-③?, Rasuto Dansu (san)) - 283. Last Dance (4) (ラストダンズ-④?, Rasuto Dansu (yon)) - 284. Last Dance (5) (ラストダンズ-⑤?, Rasuto Dansu (go)) - 285. Last Dance (6) (ラストダンズ-⑥?, Rasuto Dansu (roku)) - 286. ...di voi (キミ達を?, Kimi tachi o) - 287. Il diploma (卒業?, Sotsugyō) - 288. SKET DANCE (SKET DANCE?, Suketto Dansu) |                                      |                             |